# Laphystia pilamensis
Laphystia pilamensis là một loài ruồi trong họ Asilidae. Laphystia pilamensis được Hradský miêu tả năm 1983. Loài này phân bố ở miền Ấn Độ - Mã Lai.